# لويس فريل
لويس فريل (بالإسبانية: Luis Martínez Fraile)‏ هو فنان إسباني، ولد في 7 فبراير 1947 في البسيط في إسبانيا، وتوفي في 5 يناير 2016 في مدريد في إسبانيا.